# Alt Käbelich
Alt Käbelich ist ein Ortsteil der Gemeinde Lindetal im Landkreis Mecklenburgische Seenplatte in Mecklenburg-Vorpommern.

## Geografie
Der Ort liegt 17 Kilometer südöstlich von Neubrandenburg. Zur Gemarkung Alt Käbelich zählt eine Fläche von 1020 Hektar. Die Nachbarorte sind Neetzka im Norden, Oertzenhof im Nordosten, Pasenow im Osten, Petersdorf im Südosten, Oltschlott im Süden, Plath im Südwesten, Leppin im Westen sowie Neu Käbelich im Nordwesten.

## Geschichte
Alt Käbelich wurde 1298 als Cobelik, (= Stutenort) genannt. Das Gut war im Besitz der Familie von Dewitz. Durch die Bauernlege entstand ab 1719 Neu-Käbelich, seit 1770 Vorwerk von Alt-Käbelich. Neu-Käbelich war ab 1801 selbständige Meierei. Nach 1719 waren die Orte herzogliches Kammergut (Domäne). Die frühgotische Feldsteinkirche stammt aus der 2. Hälfte des 13. Jahrhunderts mit einer Ausstattung der Neogotik. Alt Käbelich wurde am 1. Oktober 1972 in die Gemeinde Leppin eingegliedert.

## Sehenswürdigkeiten
→ Siehe auch Liste der Baudenkmale in Lindetal

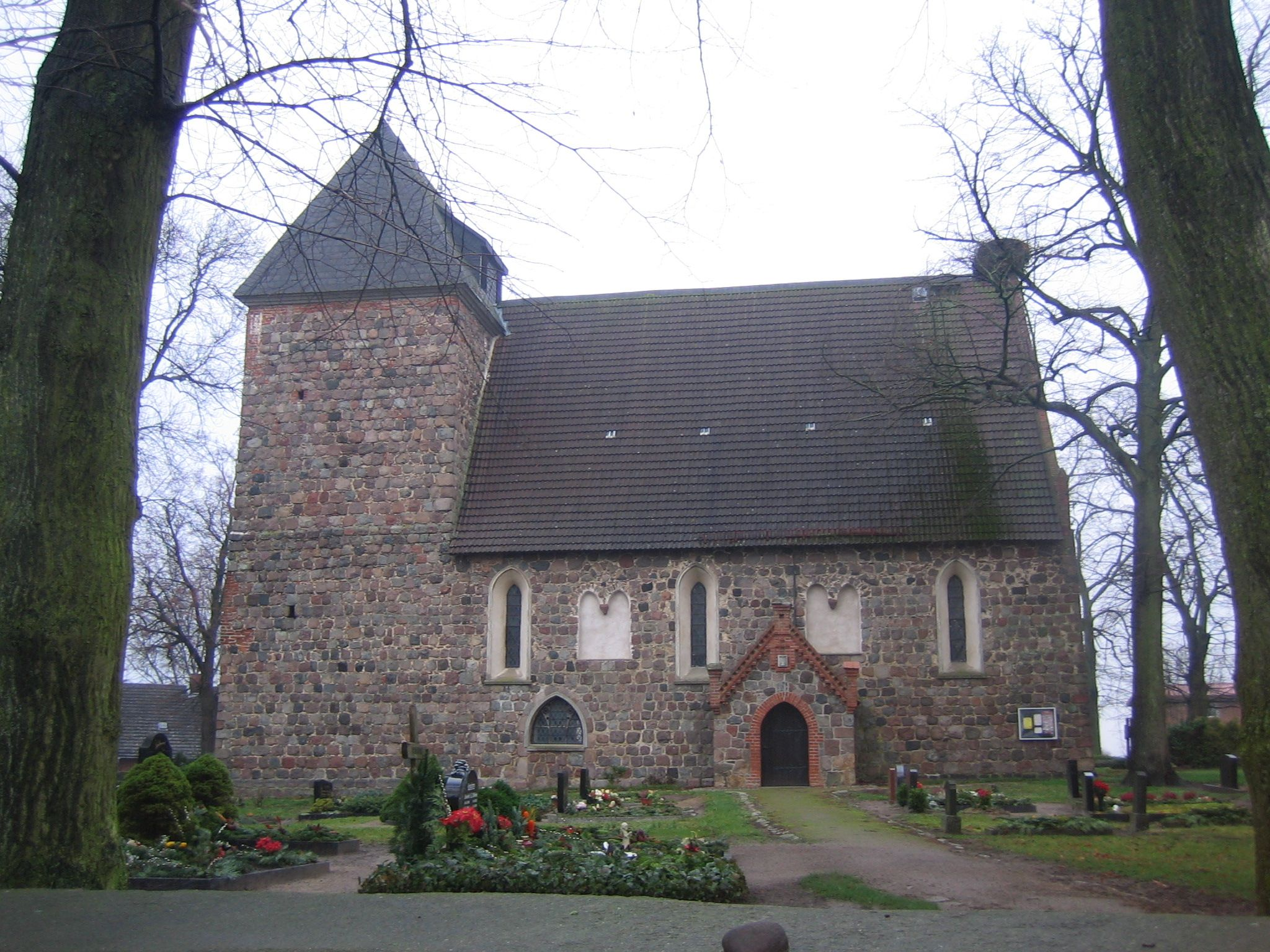
Dorfkirche Alt Käbelich